# Milion dolarów
Milion dolarów (lub 1 000 000 $) – polski film komediowy z 2010 roku w reżyserii Janusza Kondratiuka.

## Fabuła
Bożena (Kinga Preis), urzędniczka z wielkiego banku wierzy, że naprawdę żyje tylko ten, kto kupuje. A pieniędzy ciągle brak! Następnym powodem frustracji Bożeny jest jej mąż, Stasinek (Tomasz Karolak), który powinien być „szatańskim kochankiem najpiękniejszej kobiety świata", a w rzeczywistości jest zwykłym leniem i niedojdą. I oto pewnego razu trafia jej się tzw. gratka, czyli szansa życiowa. Los sprawia, że sąsiadka Bożeny, pani Marysia, samotnie żyjąca staruszka, dziedziczy milion dolarów, a następnie umiera. Bożena i Stasinek już czują się milionerami.

## Obsada
- Kinga Preis – Bożenka
- Tomasz Karolak – Stasiunek
- Joanna Kulig – Zuzanna
- Jakub Gierszał – Pawełek Leo
- Hanna Konarowska – Matylda
- Rafał Mohr – Walduś
- Barbara Krafftówna – Hanna Walczak
- Andrzej Grabowski – Tomuś
- Jiří Pomeje – Arek
- Jack Recknitz – Wiesław
- Krzysztof Materna – dyrektor banku
- Wiktor Zborowski – kierowca dyrektora banku
- Joanna Kurowska – kierowniczka oddziału banku
- Agnieszka Sienkiewicz – Julia
- Krystyna Rutkowska-Ulewicz – sąsiadka
- Grażyna Zielińska – Karasiowa, babcia wciągająca marihuanę
- Bohdan Łazuka – pijaczek z kamienicy
- Stanisław Śnieżko – pijaczek z kamienicy
- Władysław Cylke – pijaczek z kamienicy
- Michał Zieliński – kierownik w banku
- Joanna Bartel – kierowniczka w Klubie Emeryta
- Zbigniew Świderski – bandyta
- Barbara Rogowska – babcia wciągająca amfetaminę/kokainę